# Hydrodytes
Hydrodytes is een geslacht van kevers uit de familie  waterroofkevers (Dytiscidae).
Het geslacht is voor het eerst wetenschappelijk beschreven in 2001 door K.B.Miller.

## Soorten
Het geslacht omvat de volgende soorten:
- Hydrodytes dodgei (Young, 1989)
- Hydrodytes inaciculatus (Guignot, 1957)
- Hydrodytes opalinus (Zimmermann, 1921)